# Тунисский трамвай
Тунисский трамвай (фр. Métro léger de Tunis, араб. المترو الخفيف لمدينة تونس‎) — система легкорельсового транспорта в виде современного высокопровозного многовагонного скоростного трамвая в городе Тунис, выходящая также в некоторые его пригороды. Несмотря на присутствие слова Métro в названии, метрополитеном не является. Открыта в 1985 году. Общая длина восьми линий — 32 км, всего в системе 66 станций. С сетью трамвая связан пригородно-городской поезд TGM, который также обслуживает город и некоторые пригороды.

## История

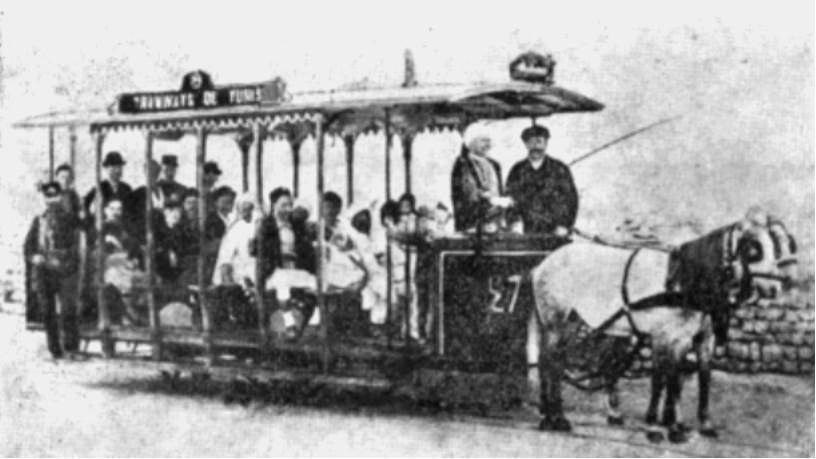
конка

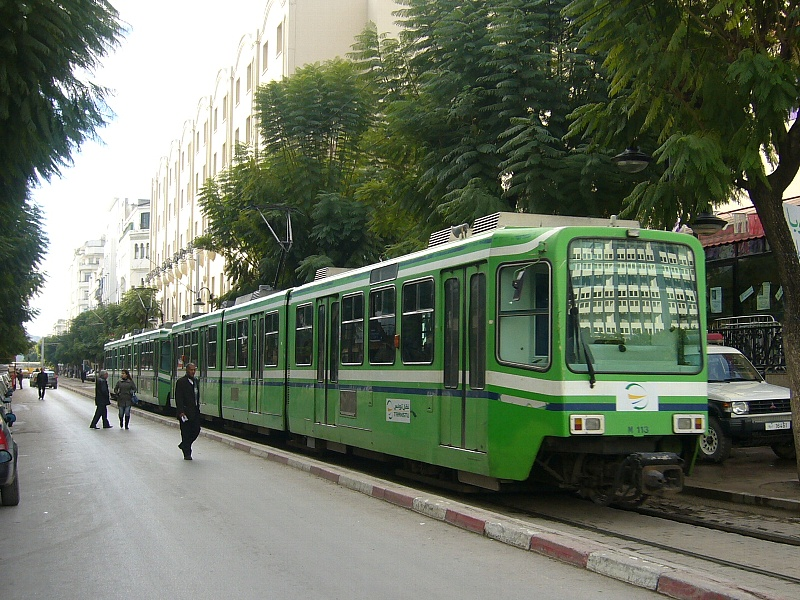
вагоны Siemens TW6000

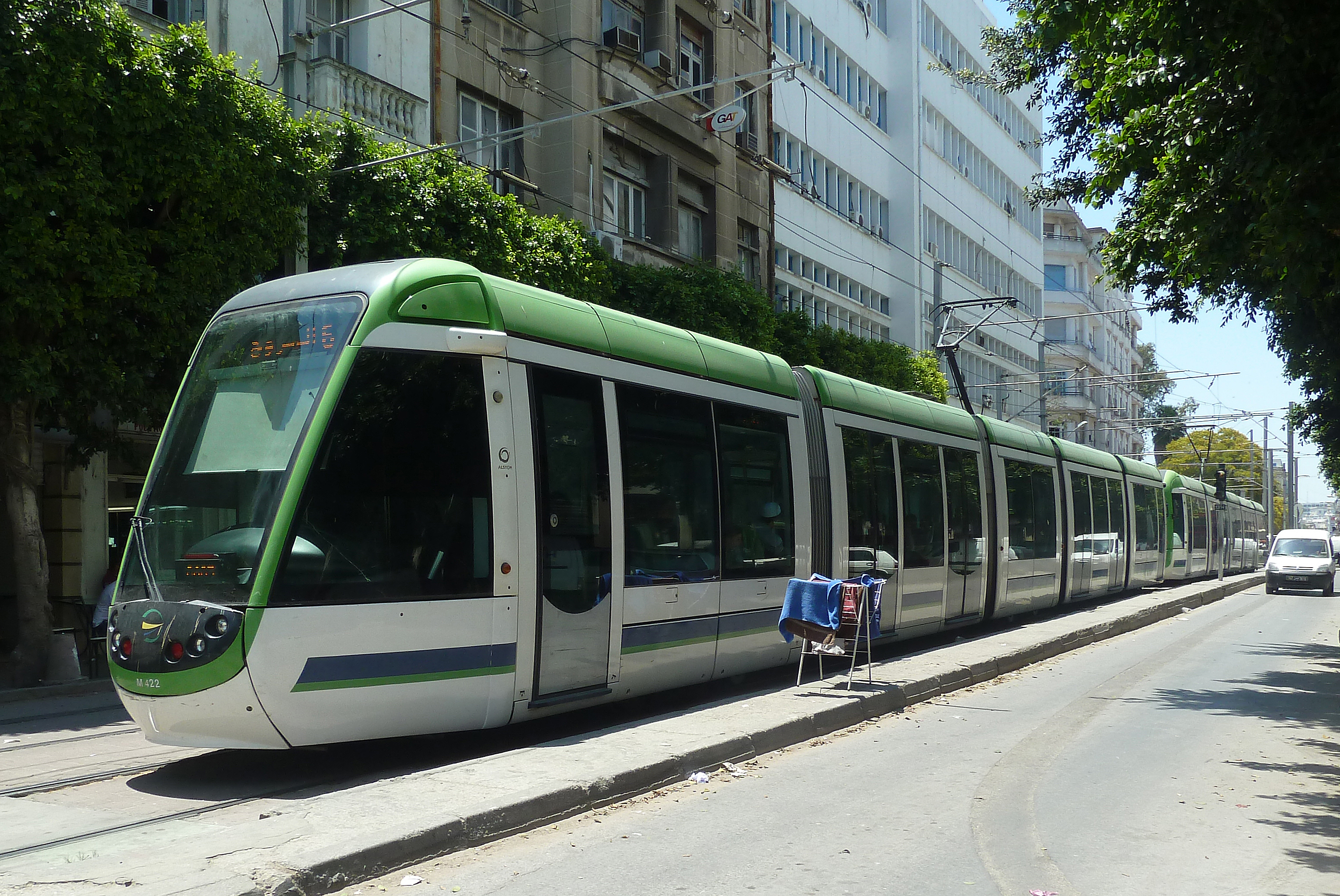
вагоны Citadis 302

Конка, а затем трамвай действовали в Тунисе в первой половине XX века, но, как и многие подобные системы, был закрыт в 1960 году.
Строительство современной трамвайной системы началось в 1981 году. Строительство выполнял «под ключ» консорциум, возглавляемый Siemens. Первая линия была открыта в 1985 году.
Со времени постройки основу парка вагонов составляют трёхсекционные вагоны Siemens TW6000 характерной почти полностью зелёной окраски. В 2007-2010 годах были закуплены пятисекционные вагоны Citadis 302 бело-зелёной окраски производства компании Alstom.

## Современное состояние
По состоянию на 2008 год, ежедневно в Тунисе продаётся около 1,5 миллионов билетов, треть из которых — на трамвай и две трети — на автобус.
Используются как одиночные вагоны, так и двухвагонные поезда длиной до 50 метров. Вагоны являются сочленёнными многосекционными двусторонними, поэтому не требуют разворота на конечных. На большинстве станций оборудованы низкие платформы.
В центре (кроме обособленного "трамвайного вокзала" на площади Барселоны) пути проходят по проезжей части узких городских улиц, а остановки устроены на тротуарах. За пределами центра пути и станции, как правило, наземные обособленные, а в некоторых местах пересечение улиц проходит по туннелям.

## Описание сети
Система состоит из 8 линий.
- Линия 1 (жёлтая) состоит из 13 станции и 10 км.
- Линия 2 (красная)  состоит из 15 станции и 11 км.
- Линия 3 (салатовая) состоит из 13 станции и 10 км.
- Линия 4 (розовая) состоит из 22 станции и 15 км.
- Линия 5 (зелёная) состоит из 16 станции и 12 км.
- Линия 6 (светло-зеленая) состоит из 16 станции и 10 км.
- Линия 12 (коричневая) предназначена для разгрузки линии 2, состоит из 11 станций и 7 км.
- Линия 14 (голубая) предназначена для разгрузки линии 4, состоит из 14 станций и 8 км.

Центральная станция (т.н. "трамвайный вокзал" с несколькими платформами и кассами) Площадь Барселоны находится рядом с главным жд вокзалом на пл. Барселоны. От неё две линии идут на юг, а остальные идут на север по общим однопутным центральным путям на разных улицах до станции Площадь Республики. 
Дальше на север идут два маршрута 2,14 вместе идут до станции 10 декабря 1948, а далее линия 2 идёт до станции Ариана. А маршруты 3,4,5,14 от станции Площадь Республики идут вместе до станции Баб Саадоун, а далее отдельно идут маршруты 4,14 и 3,5. 
Маршруты 3 и 5 идут вместе до станции Лес Жасминс, а далее линия 3 до станции Ибн Калдоун и линия 5 до станции Интилака. Маршруты 4 и 14 вместе идут до станции Ден Ден, а далее маршрут 4 идёт до станции Кеиреддин.
Линии 1 и 6 идут маршруты вместе участком Тунис марине — Мохамед али через станцию Площадь Барселоны, а далее маршрут 1 проходит до станции Бен Ароус и маршрут 6 до станции Эл Моуроуж 4.

## Галерея

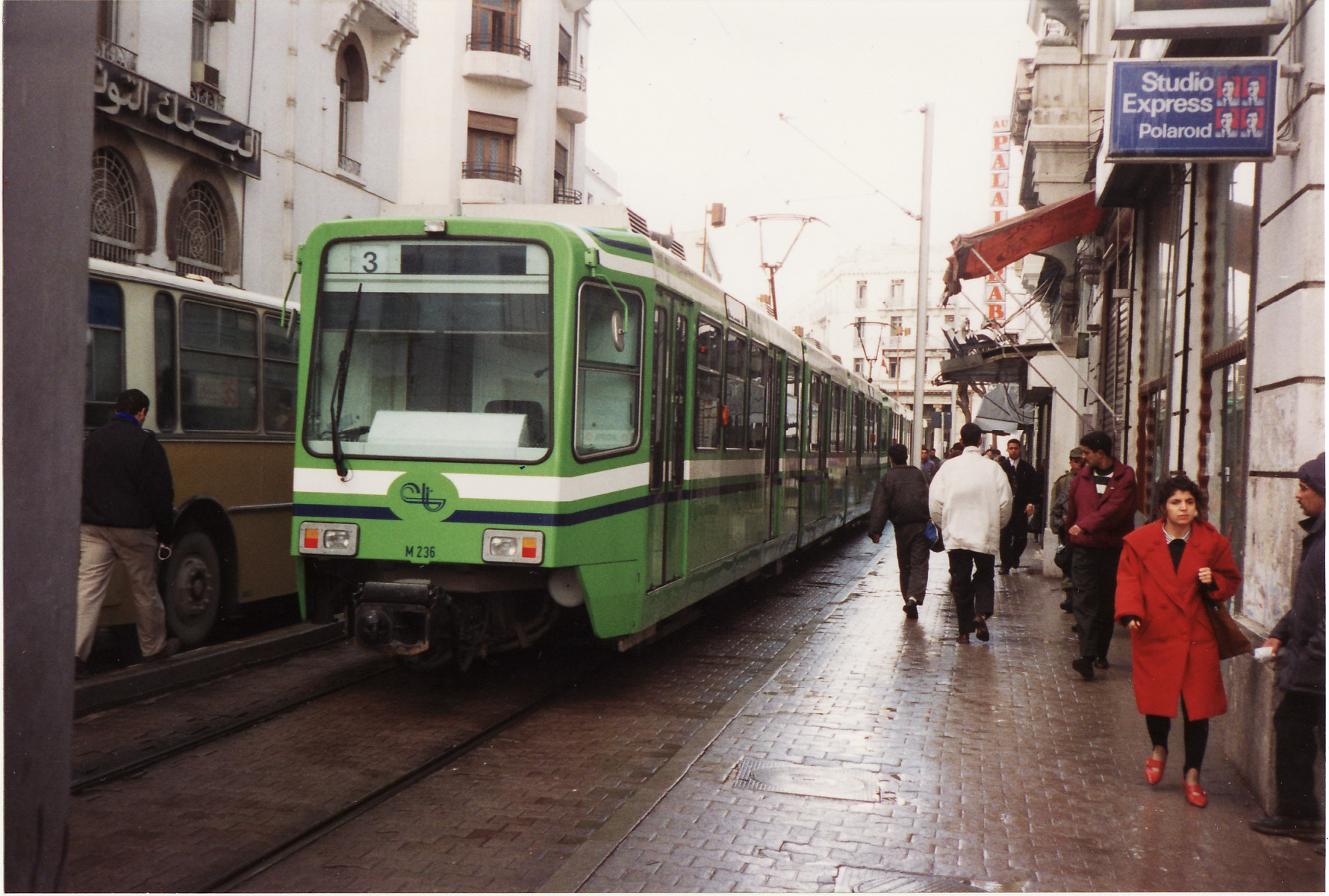
Трамвай на улицах в центре
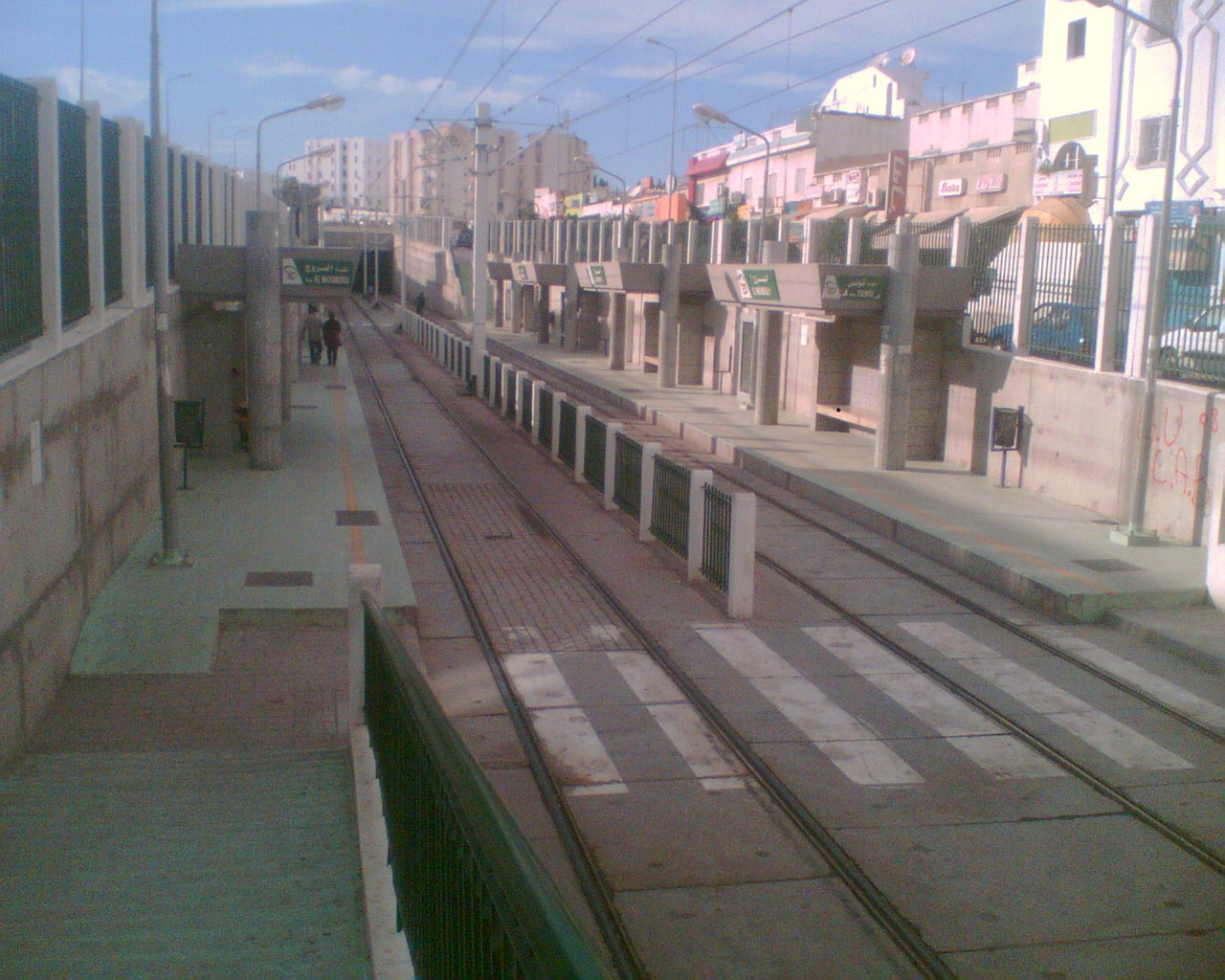
Станция трамвая за пределами центра
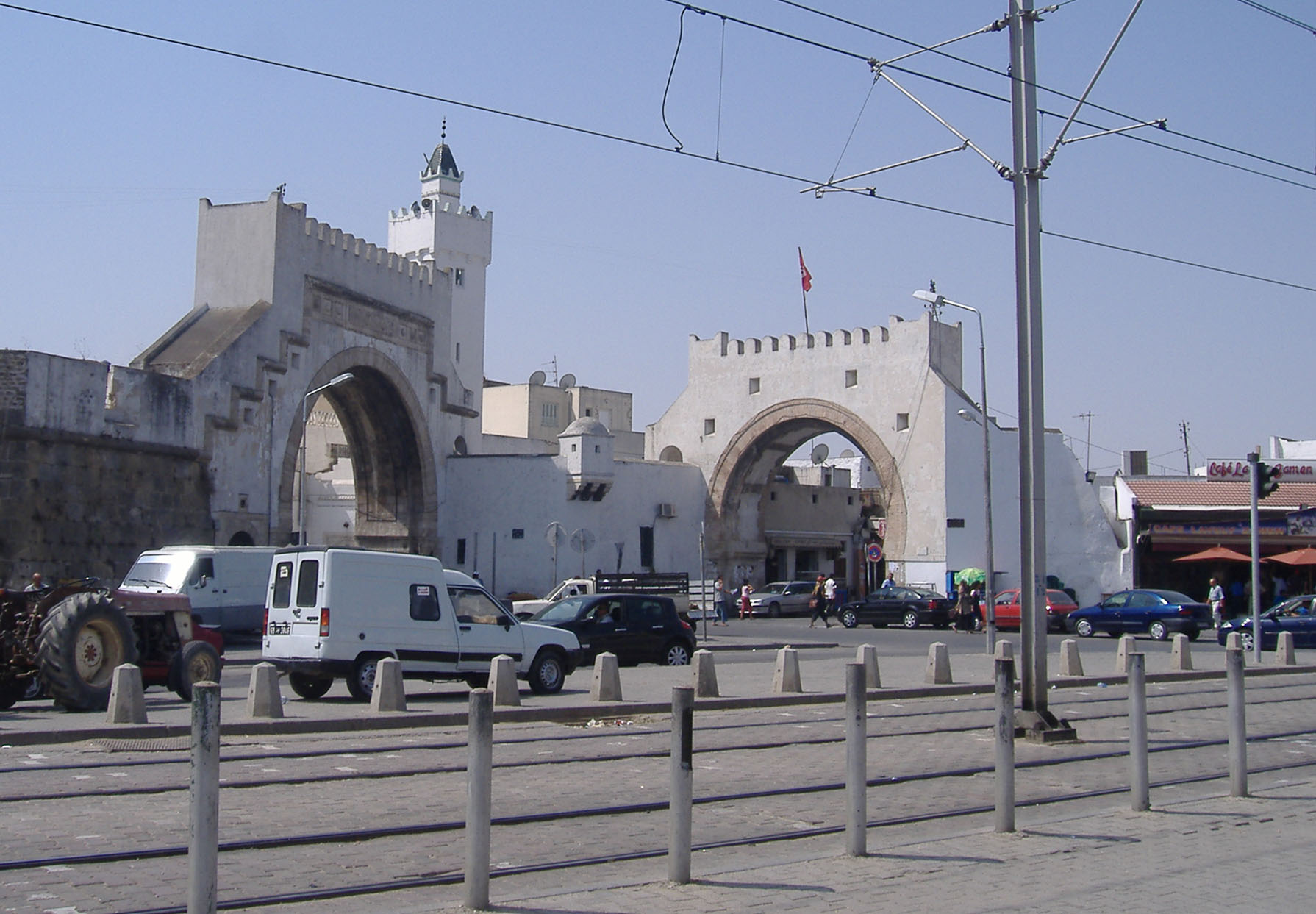
Обособление трамвайных путей
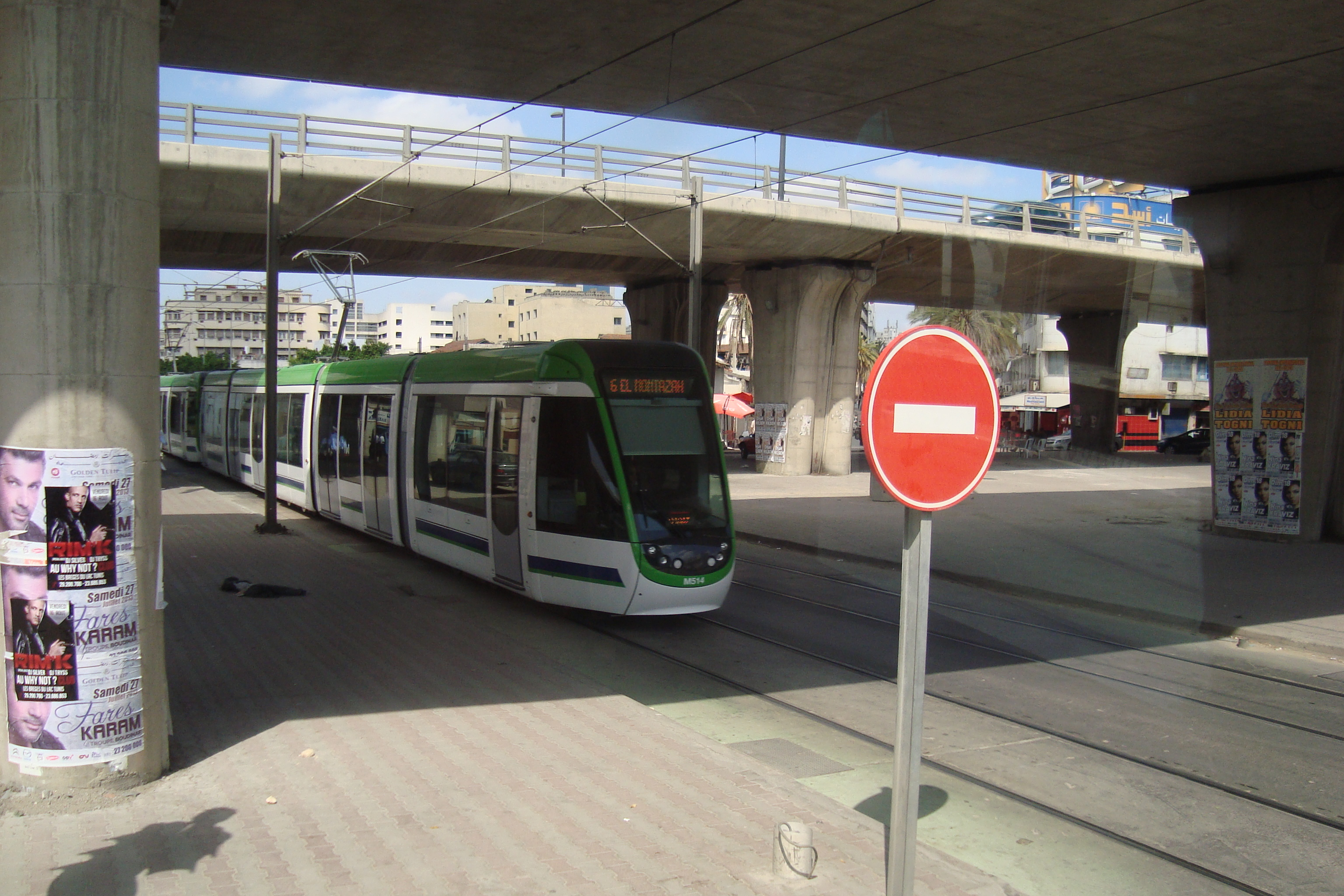
Трамвай под путепроводом
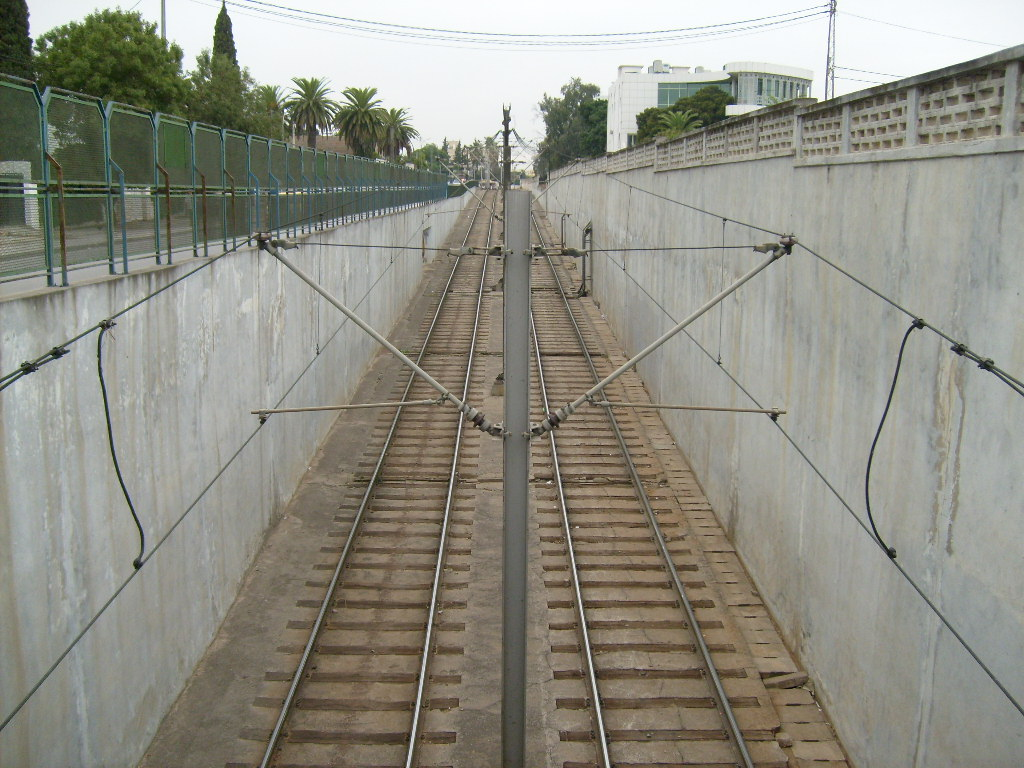
Спуск в трамвайный тоннель
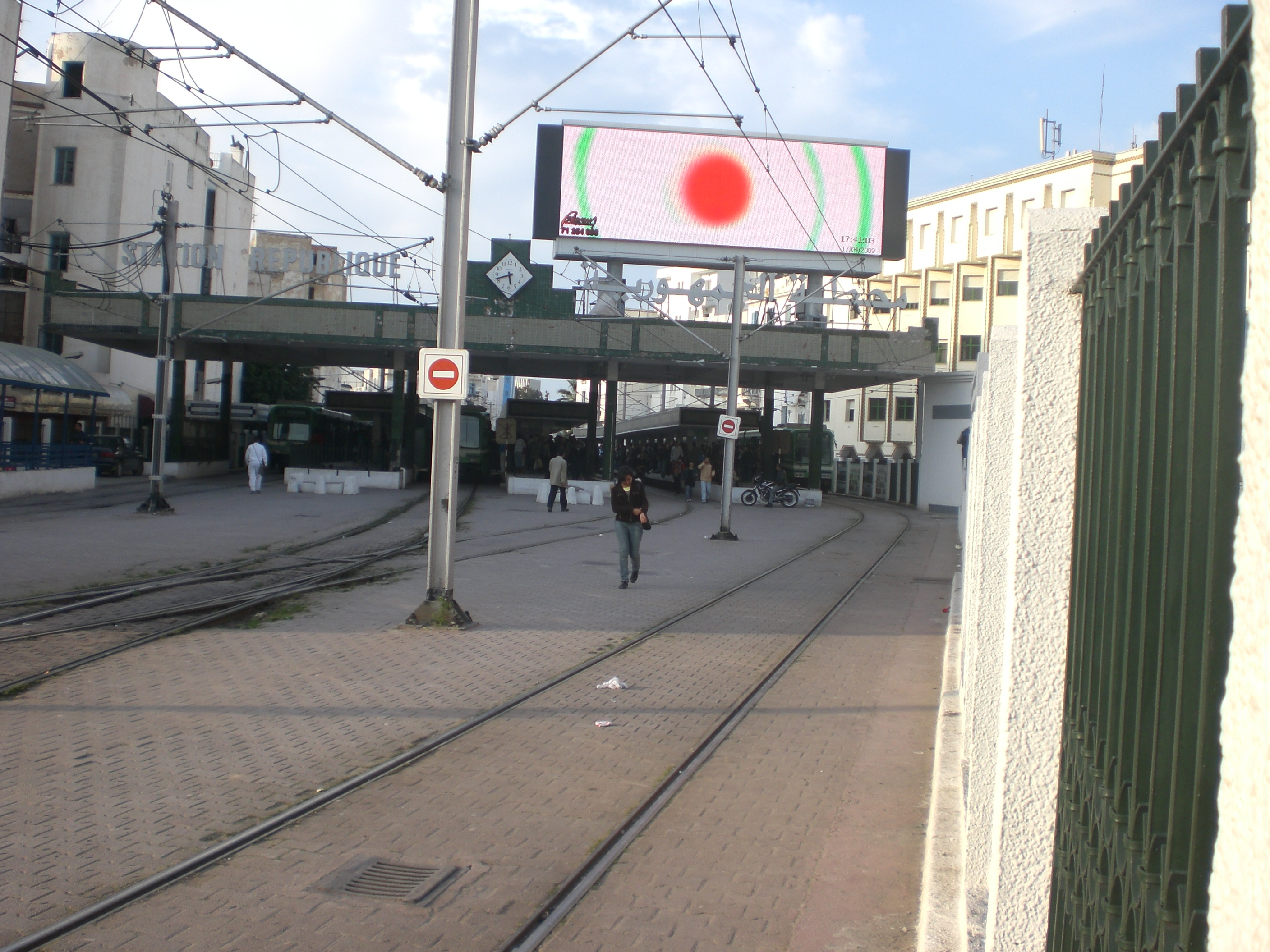
Пути и платформы на "трамвайном вокзале" на площади Барселоны
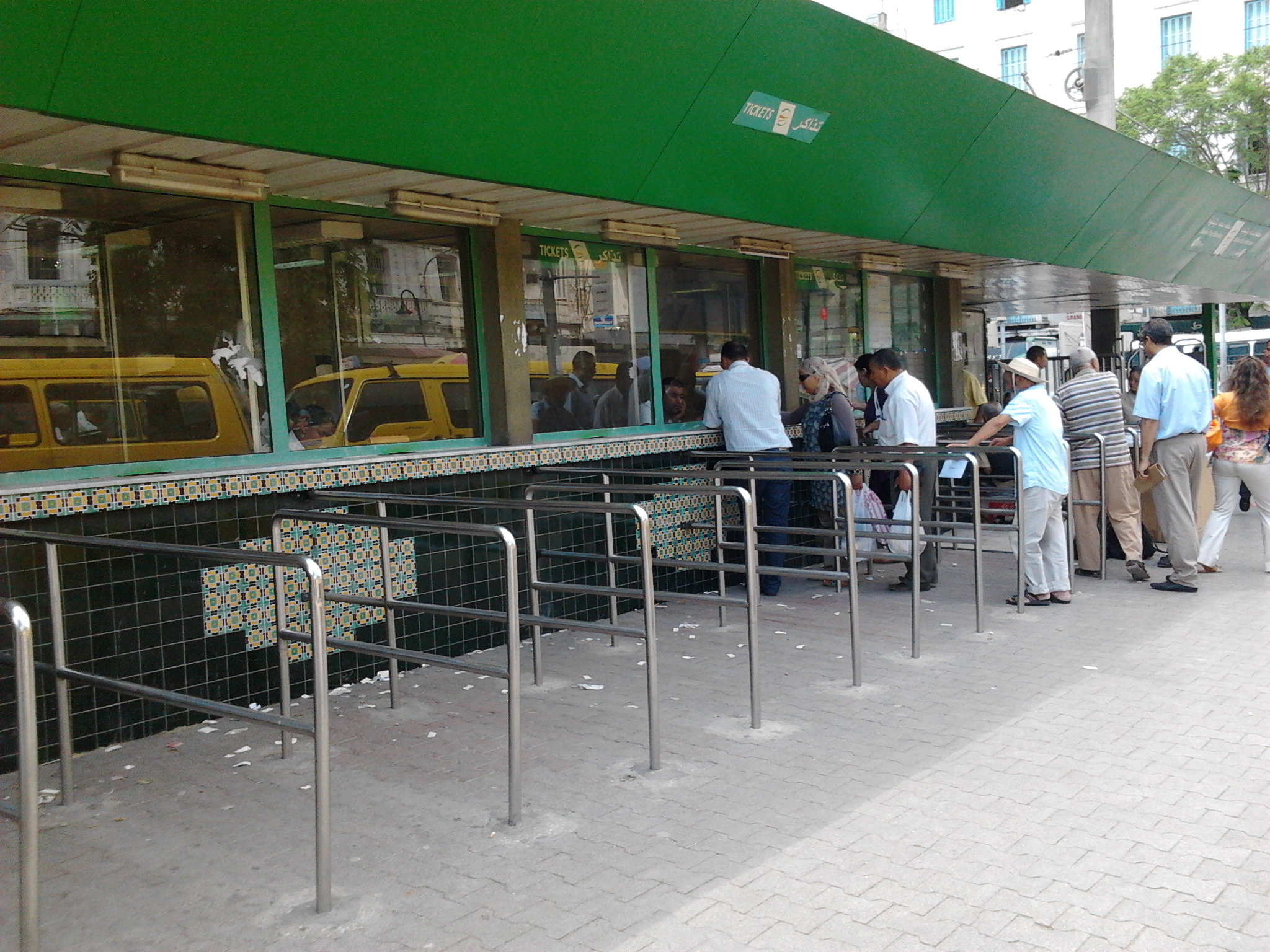
Билетные кассы на "трамвайном вокзале" на площади Барселоны